# Цисельський Михайло Петрович
Цисельський Михайло Петрович (7 (20) травня 1909, село Стійкове Звенигородського повіту Київської губернії (тепер Катеринопільського району Черкаської області) — 3 листопада 1989, Київ) — радянський військовий льотчик, Герой Радянського Союзу (1945), в роки німецько-радянської війни дублер штурмана ескадрильї 12-го гвардійського авіаційного полку 8-й мінно-торпедної авіаційної дивізії військово-повітряних сил (ВПС) Червонопрапорного Балтійського флоту.

## Біографія
Народився в селі Стійкове (нині Катеринопільського району Черкаської області) у селянській родині. За національністю українець.
Закінчив неповну середню школу та школу ФЗУ. По закінченні школи працював у сільському господарстві. З 1928 року жив у місті Нікольск-Усурійську, закінчив курси слюсарів, працював на паровозоремонтному заводі.
Член ВКП(б)/КПРС з 1932 року.
В Червоній Армії в 1932–1938 роках та з 1939 року. Служив Цисельський в 4-му Забайкальскому кавалерійському полку. В 1934 році закінчив Іркутську авиаційно-технічну школу. Служив авиаційним техніком в Білоруському військовому окрузі. У 1936 році закінчив Єйське військово-морське
авіаційне училище, після якого був направлений в 71-у швидкісну бомбардировочну авіабригаду ВПС Чорноморського флоту, де служив льотчиком-спостерігачем та штурманом авіазагону.
Після демобілізації в 1938 році, Цисельський був начальником навчальної частини та штурманом Іркутського обласного аероклубу. З 1939 року — знову в армії.
В боях німецько-радянської війни брав участь з першого її дня у складі 83-ї окремої морської розвідувальної ескадрільї. 22 червня 1941 року у складі трьох бомбардувальників літак Цисельського М. П. узяв участь у розгромі танкової колони ворога в районі Грос-Лібенталь-Одеса. 23 вересня 1941 року в районі Дністровського лимана екіпаж Цисельського затопив великий транспортний корабель супротивника. А в районі Перекоп-Севастополь Михайло Цисельський знищив сотні гитлерівських солдат та офіцерів, 15 танків та 20 авто.
У дні радянської оборони Одеси, коли німецькі війська півкільцем оточили місто, чорноморська авіація брала участь в ескортуванні своїх кораблів, що доставляли зброю, боєприпаси, продовольство до Одеси, охороняючи їх від гітлерівських підводних човнів і торпедних катерів. У одному з таких польотів у районі Тендрівської коси на групу радянських бомбардувальників налетіли ворожі винищувачі. Екіпаж Цисельського знищив два ворожих літака. Радянські кораблі без втрат дійшли до Одеси, але літак Цисельського зазнав серйозних пошкоджень. Лише мужність і витримка екіпажу, досвід командира літака Кумейка та штурмана Цисельського допомогли при трьохбальному штормі посадити машину на воду.
94 бойових вильоти здійснив екіпаж Цисельського М. П. до кінця 1941 року, за що він був нагороджений радянським Орденом Червоного Прапора.
В травні 1943 року Цисельський направляється до вищих офіцерських авіаційних курсів в місті Куйбишеві. Після закінчення курсів в березні 1944 року він призначається штурманом 29 пікірувального полку, в складі якого бере участь у визволенні Одеси, Севастополя, Болгарії, Румунії.
23 серпня 1944 року ескадрилья Цисельського вилетіла для бомбардування порту Браїлова. Багато вильотів уже мав на своєму рахунку Цисельський, але цей був особливим. До цілі потрібно було йти понад 160 кілометрів над територією ворога на висоті 300—400 метрів. Та всюди відмічалась низька хмарність. У деяких місцях йшли дощі. Треба було враховувати і те, що склад ескадрильї зовсім недавно поповнився молодими, ще необстріляними екіпажами. Командир і штурман домовились, якщо погода не проясниться, бомбардування виконати з висоти 300 метрів. Але на підході до Дунаю піднялися до двох тисяч метрів, бо видимість різко поліпшилась. З'явилась реальна можливість завдати точний удар. Дешифровані фотознімки показали, що того дня ескадрильєю було знищено 13 кораблів, що будувалися на судноверфі. Потоплено два транспорти і 3 баржі ворога.
18 жовтня 1944 року, коли в Україні було відновлено радянську окупацію, а Чорне море очищене від морських сил німців та їх сателітів, частину, в якій служив Цисельський, перевели на Балтику у склад 12 гвардійського полку. 30 жовтня 1944 року екіпаж здійснював наліт на військово-морську базу ворога Лібаву. Керований досвідченим льотчиком гвардії майором Поповим літак пішов у піке на ворожі кораблі. Бомби відокремились від літака, і в цей час Цисельський помітив, що ззаду готові до нападу три «фокке-вульфи». Сигнал пілоту, і машина вислизнула з-під удару. Розпочався нерівний бій. Один ворожий літак був збитий. Однак і наш бомбардувальник загорівся. У тому бою Михайло Цисельський був тяжко поранений, але він та поранений у руку стрілець-радист Семушин продовжували відбивати атаки ворога. Командир екіпажу вивів палаючий літак у хмари, відірвався від гітлерівців і зробив посадку на полі.
Штурман ескадрильї 12-го гвардійського авіаційного полку (8-а мінно-торпедна авіаційна дивізія, ВПС Червонопрапоного Балтійського флоту) майор Михайло Цисельський до закінчення війни виконав 396 успішних бойових вильотів на розвідку, бомбардування кораблів та військ ворога. За цей час було знищено 3 транспорти загальною водотоннажністю 11 тисяч тон, декілька десантних барж, мотоботів, торпедних катерів, 31 танк, 2 зенітні батареї, 20 автомашин, склади з пальним, 4 літака на аеродромах. В повітряних боях збив особисто 2 літака та 1 в груповому бою.
Указом Президії Верховної Ради СРСР від 6 березня 1945 року за зразкове виконання бойових завдань командування на фронті боротьби з німецько-фашистськими загарбниками та проявлені при цьому мужність та героїзм капітану Михайлу Петровичу Цисельському присвоєно звання Героя Радянського Союзу з врученням ордену Леніна та медалі «Золота Зірка».

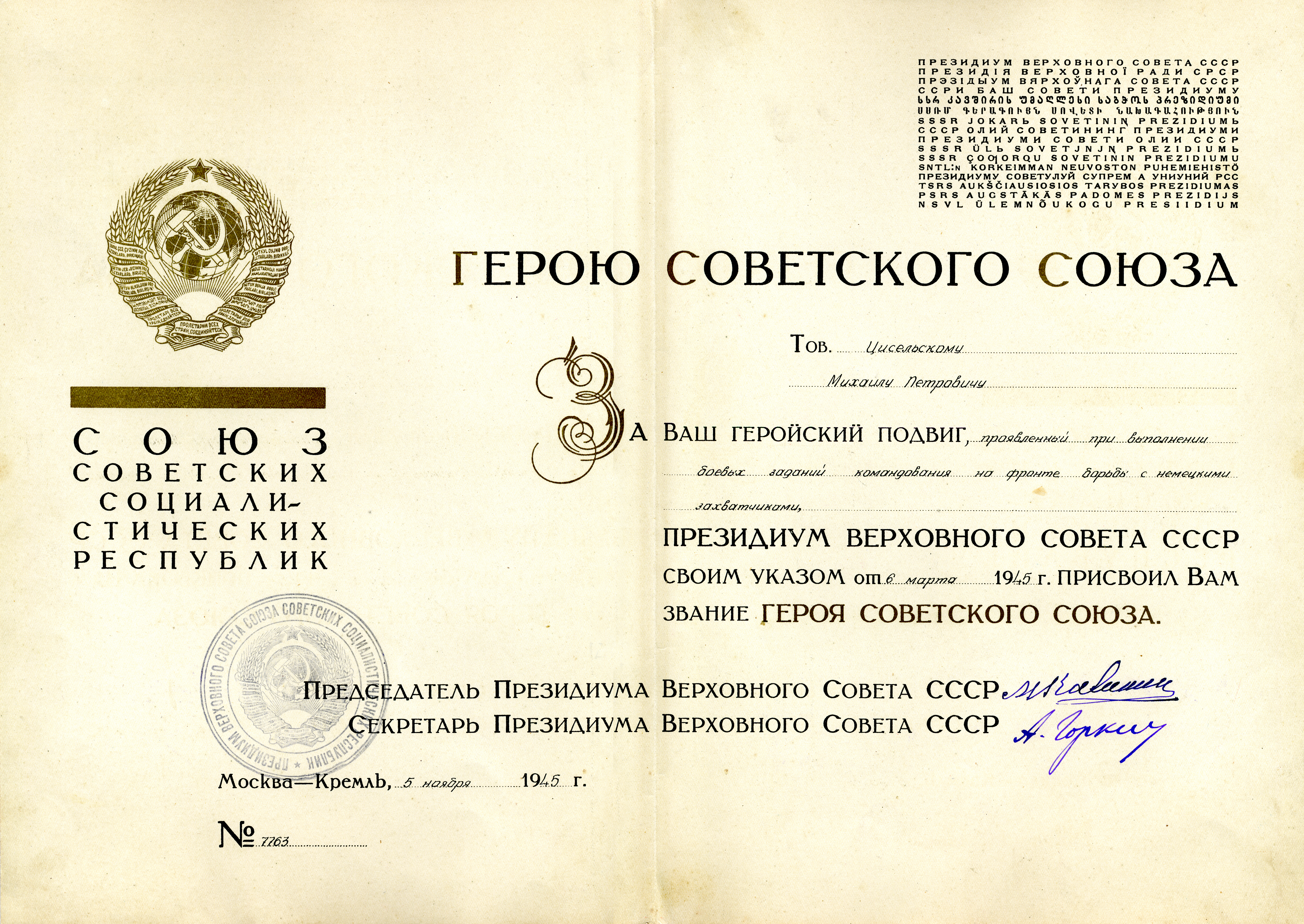
Грамота Президії Верховної Ради СРСР Герою Радянського Союзу Цисельському М. П.

З січня 1946 року Цисельський виконує обов'язки начальника бомбардировочної підготовки 13 пікіровочного авіаційного полку ВПС Червонопрапоного Балтійського флоту. Внаслідок багатьох поранень у Цисельського Михайла Петровича почали виявлятися проблеми зі слухом, тому він 12 лютого 1948 року переведений в запас у званні майора, далі — відставка. В 1948 році повернувся в рідне село Стійкове. З 1948 по 1955 роки працював у сусідньому селі Лисича Балка головою колгоспу ім. Петровського, після цього бригадиром на заводі «Червоний гумовик» в столиці України — місті-герої Києві. Помер 3 листопада 1989 року внаслідок важкої та тривалої хвороби. Похований на Корчуватському кладовищі в Києві.

## Нагороди
- Герой Радянського Союзу (6 березня 1945 р.) Медаль «Золота Зірка» (№ 5083)
- Орден Леніна (№ 29282)
- Орден Жовтневої Революції (№ 40988)
- 2 Ордена Червоного Прапора (№ 5667 и № 27662)
- Орден Червоної Зірки (№ 3737020)
- Орден Вітчизняної війни 1-й ступеню (№ 478013)
- Медаль «За оборону Одеси» (№ 1347)
- Медаль «За оборону Севастополя» (№ 25109)
- Медаль «За оборону Кавказу» (№ 37989)
- Медаль «За взяття Кенігсберга» (№ 190893)
- Медаль «За бойові заслуги» (№ 2857891)
- Медаль «За перемогу над Німеччиною у Великій Вітчизняній війні 1941—1945 рр.»
- Медаль «30 років Радянській Армії та Флоту»
- Медаль «20 років перемоги у Великій Вітчизняній війні 1941—1945 рр.»
- Медаль «50 років Збройних Сил СРСР»
- Медаль «30 років перемоги у Великій Вітчизняній війні 1941—1945 рр.»
- Медаль «60 років Збройних Сил СРСР»
- Медаль «Ветеран праці»
- Інші ювілейні та пам'ятні медалі СРСР

## Сім'я
Дружина — Марія Миколаївна Цисельська (до шлюбу Цупкіна) (21 січня 1916 — 12 червня 2004)
Діти:
- Дочка — Тамара Михайлівна Цисельська (в шлюбі Островська) (9 січня 1936 — 28 березня 1993). Лікарка-невропатологиня
- Син — Альберт Михайлович Цисельський (народ. 14 жовтня 1937 — 23 травня 2022). Інженер в галузі атомної енергетики